# Нангархар
Нангархар (пушту ننګرهار), једна је од 34 провинције Авганистана. Налази се на истоку земље у близини границе са Пакистаном. Провинција се граничи са побуњеном провинцијом Кунар, а ту је смјештена и војна база Тора Бора, гдје је 2001. било скровиште Осаме бин Ладена.
Административни центар је град Џалалабад. Површина провинције је 7.727 км², са популацијом од око 1.520.100 становника (2007). Главно становништво су Паштуни.